# Stillman College
Stillman College es una universidad presbiteriana privada históricamente negra en Tuscaloosa, Alabama. Otorga títulos de Licenciatura en Artes y Licenciatura en Ciencias en 22 programas ubicados en tres escuelas académicas (Escuela de Artes y Ciencias, Escuela de Emprendimiento Empresarial y CIS, Escuela de Educación modificada). La universidad tiene una matrícula promedio de 728 estudiantes y está acreditada por la Asociación de Colegios y Escuelas del Sur. 

## Historia

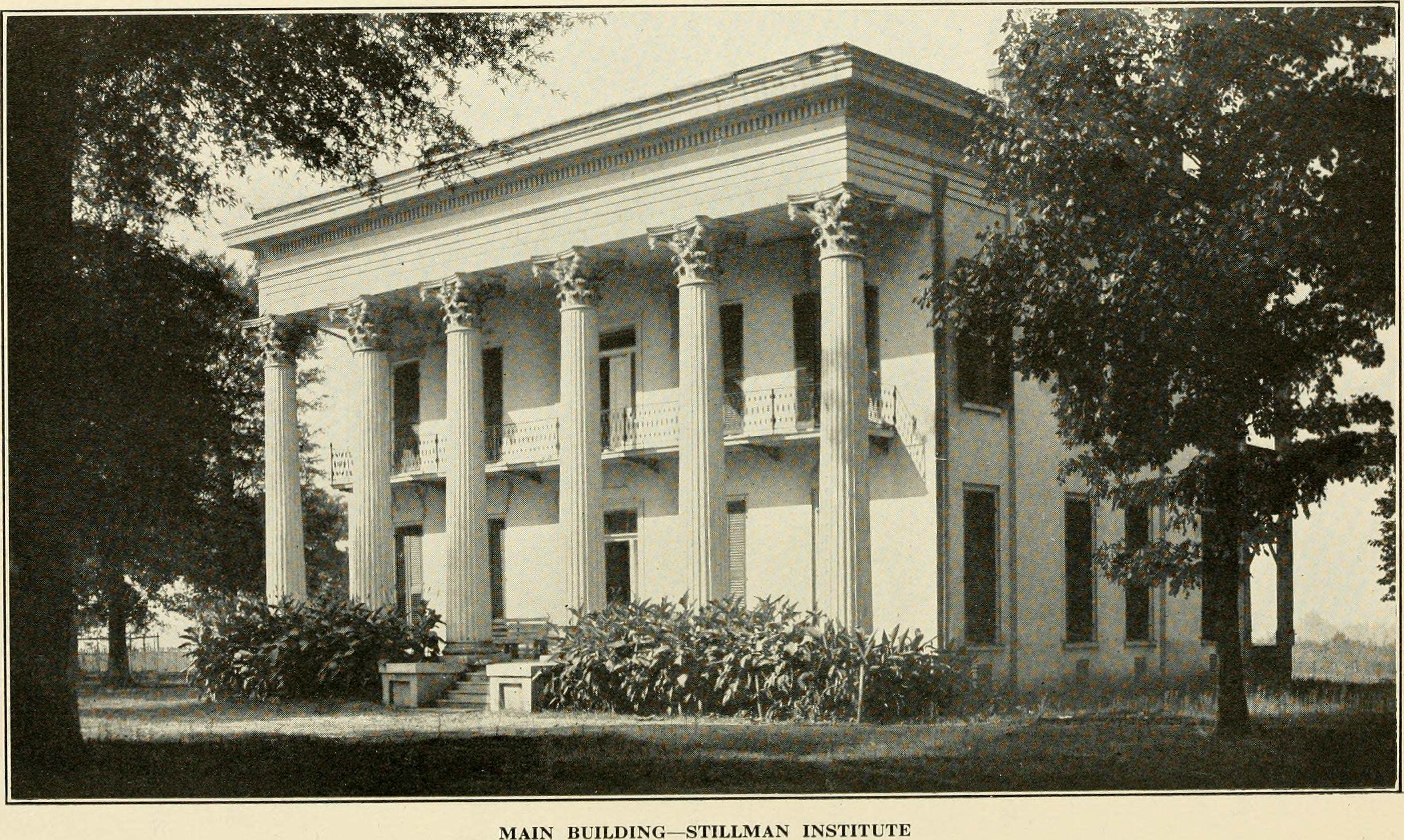
El edificio principal en 1914.

Stillman College fue fundado como Instituto Tuscaloosa, cuando fue autorizado por la Asamblea General de la Iglesia Presbiteriana de Estados Unidos en 1875,  y celebró sus primeras clases en 1876. Fue constituida como corporación legal por el estado de Alabama en 1895. En ese momento, el nombre fue cambiado de Instituto Tuscaloosa a Instituto Stillman . El instituto fue un concepto iniciado por Charles Allen Stillman, pastor de la Primera Iglesia Presbiteriana de Tuscaloosa, "para la formación de hombres de color para el ministerio".  El mandato de la Institución se amplió a lo largo de los años y adquirió su actual campus de más de 100 acres (0,4 km²)   Se organizó una escuela secundaria y superior y el Instituto estableció un programa universitario, que fue acreditado en 1937. Además, entre 1930 y 1946 funcionó un hospital y una escuela de formación de enfermeras.

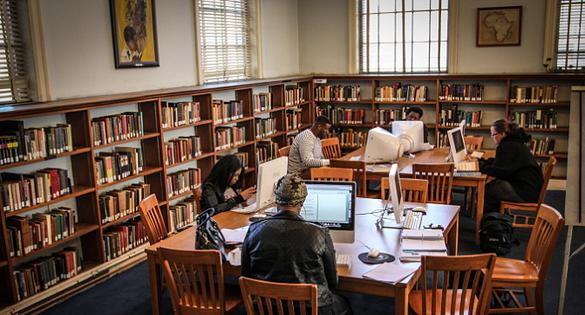
La biblioteca de Stillman College.

Bajo la administración de Samuel Burney Hay (1948-1965), la escuela buscó expandirse hasta convertirse en una institución superior de artes liberales y en 1948 el nombre se cambió oficialmente a Stillman College . Al año siguiente, Stillman se expandió a una universidad de cuatro años y graduó su primera promoción de bachillerato en 1951. La universidad fue acreditada por la Asociación de Colegios y Escuelas del Sur en 1953.  Bajo Hay, se construyeron siete nuevos edificios: un gimnasio, una biblioteca, un edificio de aulas administrativas, dos residencias para mujeres, una capilla de oración y un centro de estudiantes.
Cuando John Rice se convirtió en decano de estudiantes de Stillman College en 1966, vivía en el campus con su esposa y su hija, Condoleezza Rice, quien más tarde sirvió como la 66.ª Secretaria de Estado de los Estados Unidos. 
Harold N. Stinson (1967-1980) fue el primer afroamericano en asumir la presidencia. Bajo su dinámico liderazgo, se instituyeron nuevos programas diseñados para mejorar la calidad de la educación y se amplió la planta física con la adición de dos residencias para hombres, apartamentos para profesores, un edificio de mantenimiento y un centro de ciencias y matemáticas. Se renovaron Snedecor Hall, Batchelor Building y Birthright Auditorium. Durante su presidencia, la universidad graduó a su primera estudiante no negra, Constance M. Rizzi, en 1978.
Bajo el liderazgo del cuarto presidente de la universidad, Cordell Wynn (1982-1997), la apariencia del campus mejoró dramáticamente; Se renovaron los salones Winsborough y John Knox; y se construyeron el Marie Lundy Wynn Hall y el centro de salud para estudiantes Johnson/Robinson. La matrícula superó los 1.000 estudiantes; la dotación aumentó significativamente; y el programa educativo se amplió para incluir el Stillman Management Institute y un componente de servicio comunitario.

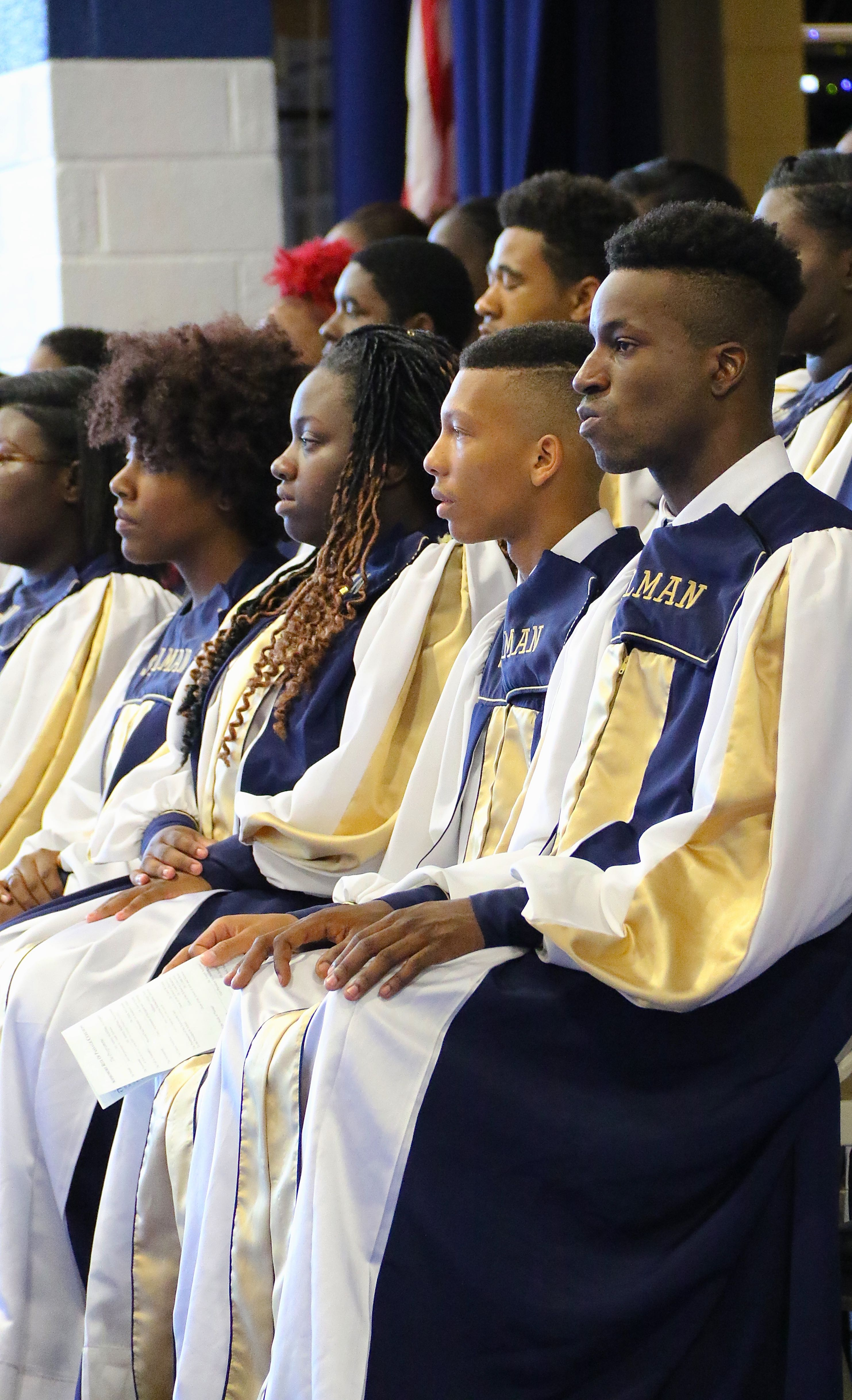
Coro de Stillman College en la convocatoria.

El 1 de julio de 1997, Ernest McNealey (1997-2013) fue nombrado quinto presidente. Durante su mandato, Stillman atrajo la atención nacional en las áreas de tecnología, atletismo y actividades académicas. La universidad, uno de los líderes en informática inalámbrica, recibió el Premio Nacional de Innovación en Tecnología de Apple Computers y continúa estando en la cúspide de las innovaciones tecnológicas en la educación superior. El programa de fútbol americano y la banda de música de la universidad se revitalizaron y la universidad experimentó la mayor inscripción en la historia de la institución. En 2004, la universidad recibió su primera clasificación entre las escuelas de primer nivel en US News & World Report. Durante el mandato de McNealey, se erigieron cuatro nuevas estructuras (el edificio de la Escuela de Educación, el Centro de Bellas Artes Wynn, la Residencia Roulhac y el estadio con campos de juego, edificios y una pista reglamentaria de la NCAA). El sentido de pertenencia se manifestó aún más en la construcción del Thomas E. Lyle Band Center y el complejo de tenis reglamentario de la NCAA.
El 26 de junio de 2014, en una conferencia de prensa en Birthright Alumni Hall, la junta directiva de Stillman nombró al presidente interino Peter E. Millet como sexto presidente de la escuela. En agosto de 2014, Stillman recibió una donación de 2 millones de dólares de un donante desconocido para ayudar con la estabilidad a largo plazo de la universidad. El 29 de diciembre de 2014, el presidente Peter E. Millet anunció por correo electrónico de la escuela que la matrícula de la pequeña escuela de artes liberales se reduciría de $22,500 a $17,500 en un esfuerzo por aumentar la inscripción y hacer que la universidad sea más asequible. El 1 de enero de 2015, Stillman se convirtió en un campus libre de humo en un esfuerzo por mantener su tema de promover un estilo de vida más saludable. En diciembre de 2015, Stillman redujo sus deportes actuales de 12 a 2. Actualmente, Stillman tiene seis equipos deportivos interuniversitarios: baloncesto masculino y femenino, béisbol, bolos masculino y femenino, sóftbol, atletismo masculino y femenino y voleibol.

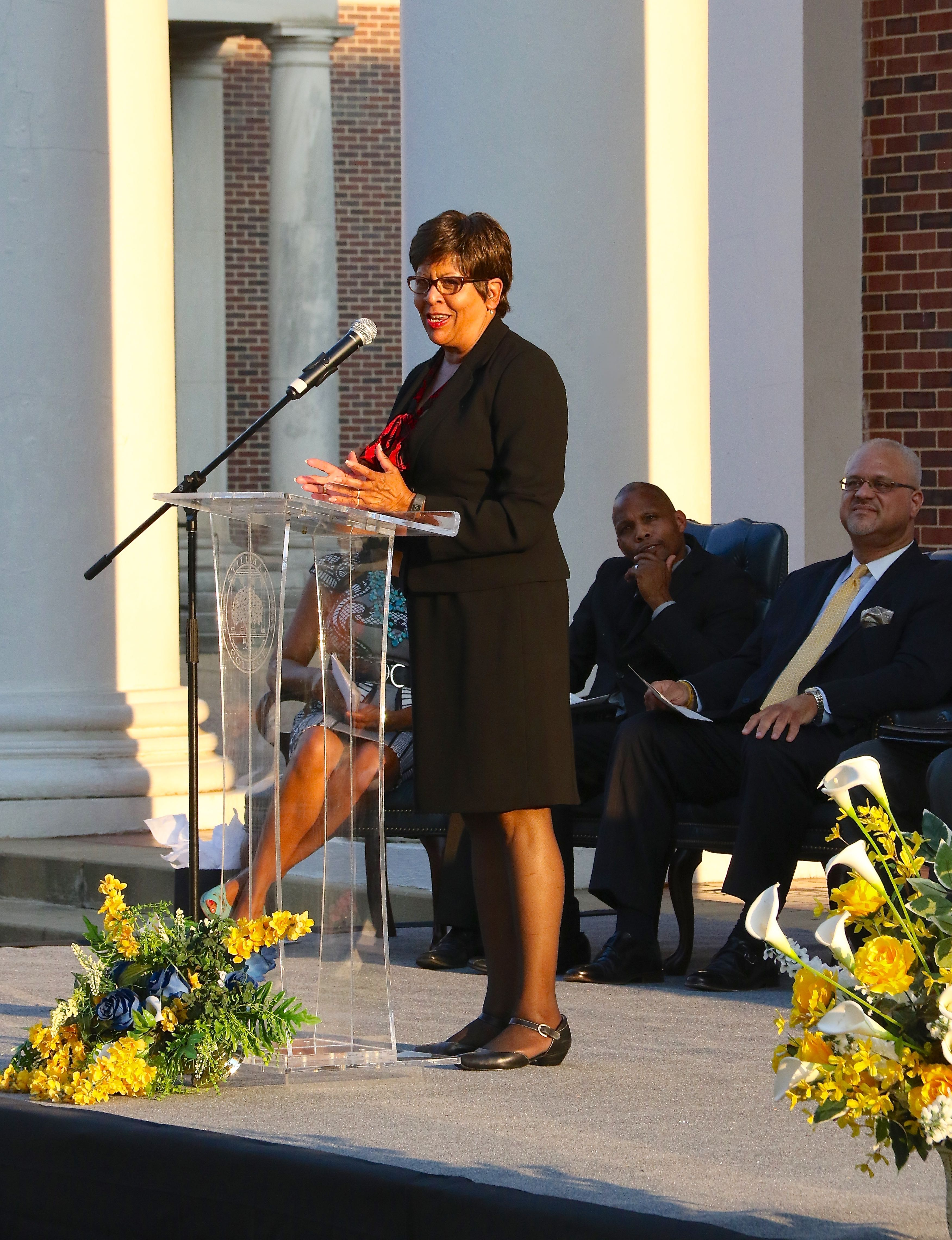
Cynthia Warrick en la instalación de SGA en septiembre de 2018.

El 14 de diciembre de 2016, la junta directiva de Stillman College anunció el nombramiento de Cynthia Warrick como nueva presidenta interina de Stillman College. Asumió el cargo el 3 de enero de 2017. El 24 de abril de 2017, Cynthia Warrick (2017-2023) fue nombrada séptima presidenta y primera mujer presidenta de Stillman College. El 1 de julio de 2023, la Dra. Yolanda Page fue nombrada octava presidenta y segunda presidenta de Stillman College.
El campus de Tuscaloosa de la escuela figuraba en el Registro Nacional de Lugares Históricos en 2021.

## Actividades estudiantiles

#### Banda

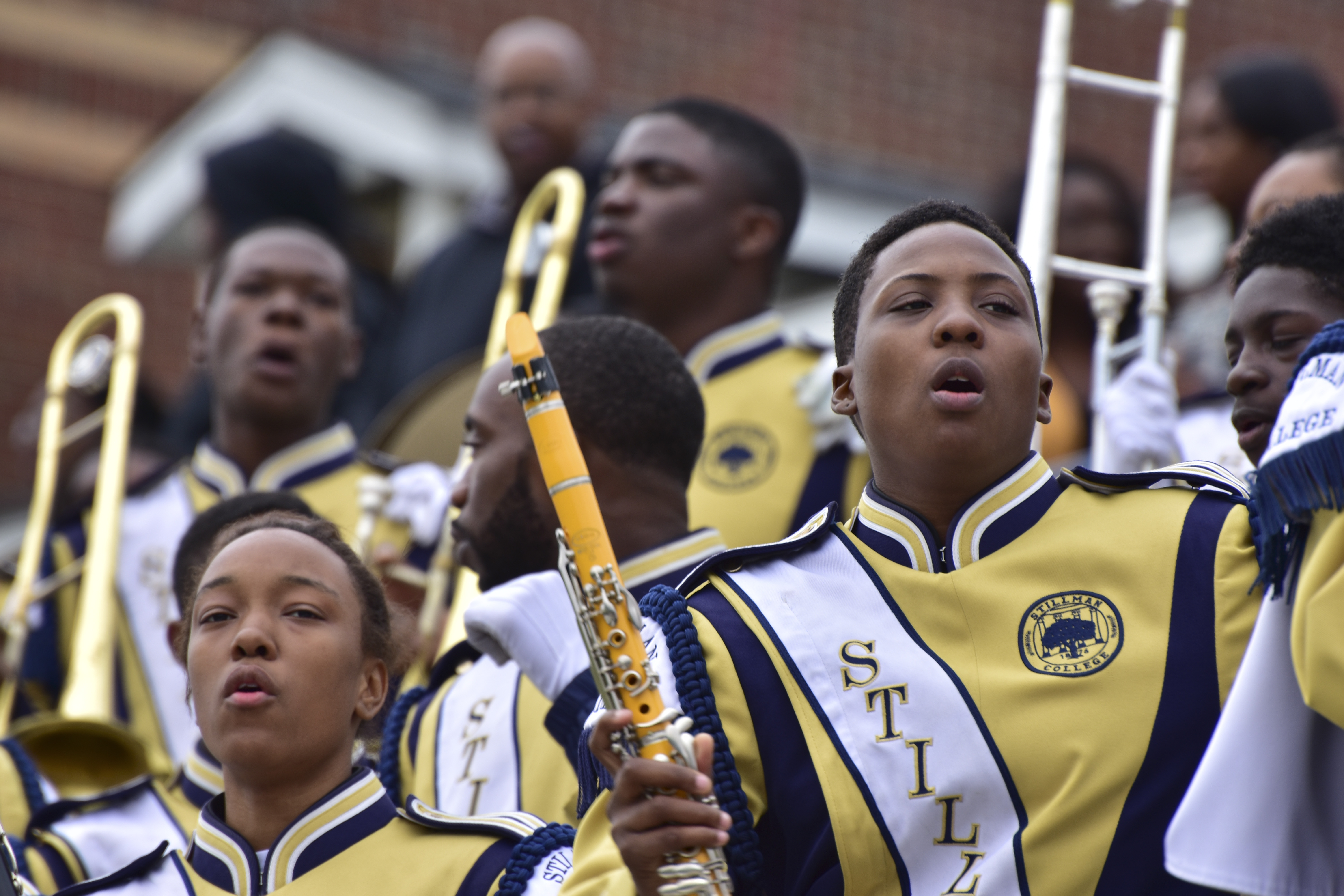
Banda de tigres marchantes del Orgullo Azul de Stillman College - 2015

El programa de banda de Stillman College se inició en 1955.  El "Orgullo del Sur", también conocido como Marching Tiger Band (BPMT) "Blue Pride", incluye una banda de concierto y una banda de jazz.
Con una membresía promedio de 120, la Marching Tiger Band "Blue Pride" es una unidad de espectáculo musical universitario históricamente negro que se organiza durante la temporada de fútbol de otoño. La membresía está abierta a todos los estudiantes calificados matriculados en la universidad, independientemente de su campo principal.
En febrero de 2010, Stillman College inauguró una nueva instalación, el Thomas Lyle Band Center, llamado así en honor al ex director de la banda Thomas Lyle,  junto con el Wynn Fine Arts Center. En el otoño de 2013, la Marching Tiger Band "Blue Pride" participó en el Clásico Anual del Día del Pavo contra la Universidad Estatal de Alabama.  La banda de música está representada en el juego de Xbox 360 Black College Football: BCFX: The Xperience tocando selecciones de Sing a Song y Word Up.
La banda ofrece dos organizaciones de honor y servicio: Kappa Kappa Psi, Kappa Omicron Chapter y Tau Beta Sigma, Theta Chi Chapter.

#### Coro

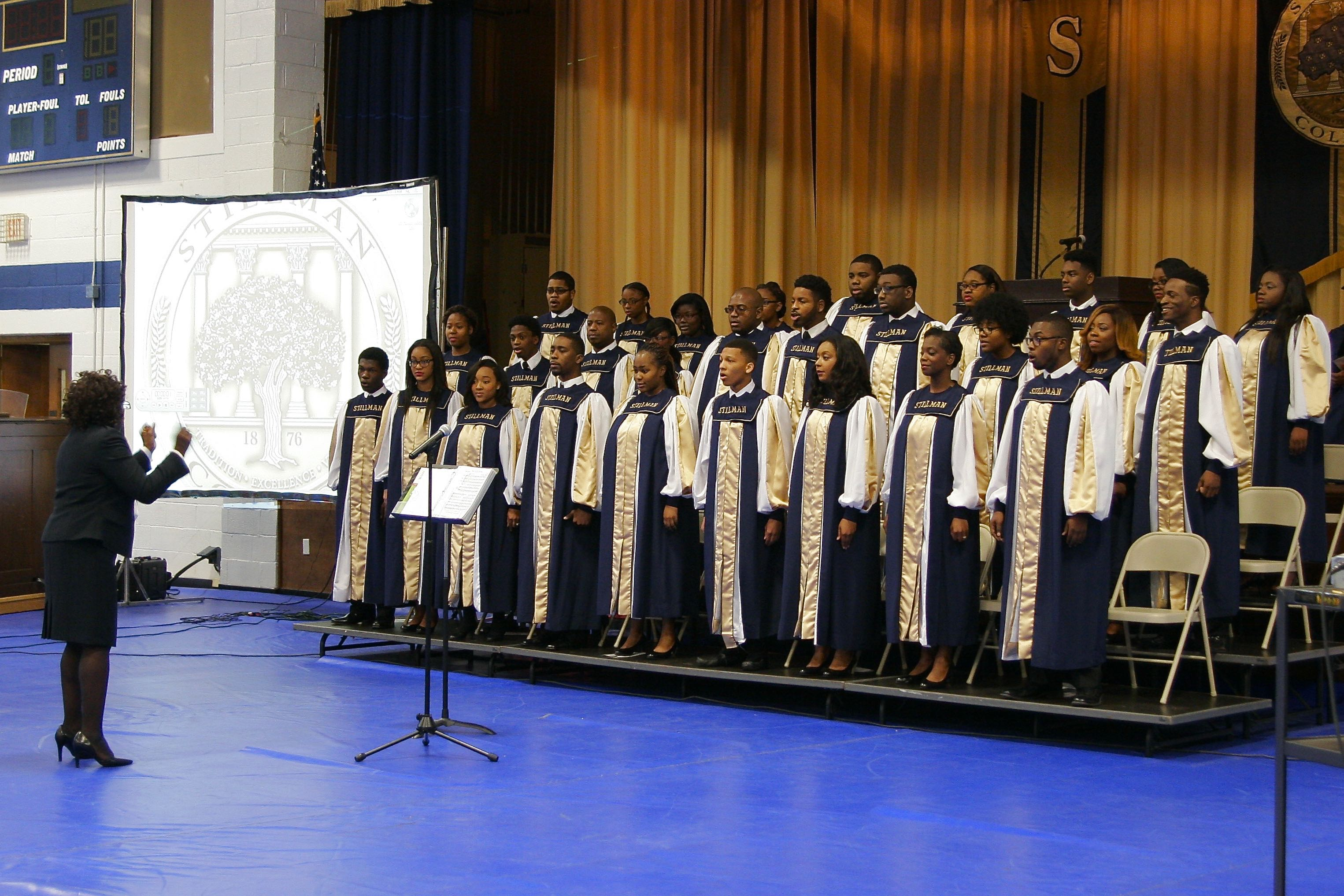
El coro de Stillman College se presenta en la convocatoria de otoño

El Coro de Conciertos de Stillman College, bajo la dirección de Jocqueline K. Richardson, es un conjunto coral de estudiantes, tanto de música como de no música. El repertorio del coro consta de una variedad de literatura coral sacra y secular desde el Renacimiento hasta los períodos contemporáneos de la historia de la música. El coro de conciertos actúa en eventos universitarios, iglesias locales y regionales y eventos especiales durante todo el año académico y sirve como embajador de Stillman College.

### Fraternidades y hermandades
Ocho de las organizaciones del Consejo Nacional Panhelénico tienen actualmente capítulos en Stillman College.

### Sociedades Nacionales de Honor
- Beta Kappa Chi (Ciencia)
- Alfa Kappa Mu (AKM)

## Atletismo
Los equipos atléticos de Stillman se llaman Tigers y Lady Tigers. La universidad es miembro del nivel de División I de la Asociación Nacional de Atletismo Intercolegial (NAIA), y compite principalmente en la Conferencia Atlética de los Estados del Sur (SSAC; anteriormente conocida como Conferencia Georgia-Alabama-Carolina (GACC) hasta después de 2003-04. año escolar) desde el año académico 2018-19.  Los Tigres y las Damas Tigres compitieron anteriormente como miembros de la Conferencia Atlética Intercolegial del Sur (SIAC) de 1978–79 a 1998–99, y nuevamente de 2002–03 a 2015–16, que actualmente es una conferencia atlética de la División II de la NCAA ; como miembro de la Great South Athletic Conference (GSAC) de la División III de la NCAA desde 1999–2000 hasta 2001–02; y como NAIA Independiente dentro de la Asociación de Instituciones Independientes (AII) de 2016-17 a 2017-18.
Stillman actualmente compite en ocho deportes universitarios interuniversitarios: los deportes masculinos incluyen béisbol, baloncesto, campo a través y atletismo; mientras que los deportes femeninos incluyen baloncesto, campo a través, sóftbol y atletismo. Stillman patrocinó anteriormente el fútbol desde la temporada de otoño de 1999 hasta la temporada de otoño de 2015, cuando la escuela eliminó todos los equipos deportivos, excepto el baloncesto masculino y femenino, debido al aumento de los costos asociados con el programa deportivo.  
En el otoño de 2018, la universidad agregó cross country y atletismo para hombres y mujeres. Stillman planea recuperar el voleibol en el otoño de 2022 y agregar los bolos femeninos en el otoño de 2023.

### Logros
Los logros atléticos recientes incluyen:
- Baloncesto masculino: en 2018, el equipo de baloncesto masculino fue el campeón de la conferencia NAIA AII. Al perder en la primera ronda del Torneo Nacional, los hombres terminaron la temporada con un récord de 27–5, perdiendo sólo un juego en casa. Los Tigres arrasaron en los premios de la conferencia con el Entrenador del Año, el Jugador Defensivo del Año, el Revelación del Año y una primera mención honorífica del equipo. Campeonato SIAC 2006 y 2016; [11] En la temporada 2009-10, un año después de hacerse cargo de un equipo 1-27, el entrenador en jefe Michael Grant llevó al equipo de baloncesto masculino a la primera aparición de la escuela en el ranking Nacional Top 25.
- Baloncesto femenino: en 2018, las Lady Tigers fueron finalistas de la conferencia NAIA AII. Las Lady Tigers perdieron en la primera ronda del Torneo Nacional y terminaron con un récord de 19-12.
- Béisbol – En 2018, los Tigres terminaron su temporada con un récord de 19-22; Campeonato SIAC 2007-08; 2007 Campeonato Nacional División II
- Softbol: el equipo de Softbol Lady Tigers 2018 terminó con un récord de 18-18, un récord impresionante considerando la instalación de un nuevo entrenador en diciembre y un comienzo de temporada de 0-8.

## Vida residencial
Hay cuatro dormitorios en el campus. Los tres dormitorios masculinos son Knox, Hay y Wynn. La residencia para alumnas es Roulhac. Se recomienda que los estudiantes de primer año residan en el campus. Grand Apartments es un alojamiento fuera del campus administrado por Stillman.